# Ямада, Хироки
Хироки Ямада (яп. 山田 大記 Ямада Хироки, 27 декабря 1988) — японский футболист, полузащитник клуба «Джубило Ивата».

## Карьера
На протяжении своей футбольной карьеры выступал за клубы «Джубило Ивата», «Карлсруэ».
В 2013 году сыграл за национальную сборную Японии 2 матча.

## Статистика за сборную
| Сборная Японии | Сборная Японии | Сборная Японии |
| Год            | Матчи          | Голы           |
| -------------- | -------------- | -------------- |
| 2013           | 2              | 0              |
| Итого          | 2              | 0              |